# Louis Lacombe

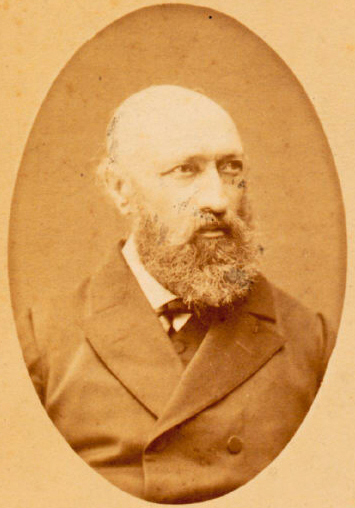
Louis Lacombe, omkring 1880.

Louis Trouillon Lacombe, född den 26 november 1818 nära Bourges, död den 30 september 1884 i Saint-Vaast-la-Hougue, var en fransk tonsättare.
Lacombe erhöll redan 1831 första pianopriset vid Paris konservatorium och gjorde därefter med sin syster en konsertresa, som slutade i Wien, där han 1834 studerade piano för Czerny och teori för Sechter och Seyfried. Återkommen till Paris 1839, ägnade han sig alltmer åt komposition. Efter några verk i kammarmusik följde de dramatiska körsymfonierna Manfred (1847) och Arva ou les hongrois (1850), flera pianosaker, sånger, en Épopée lyrique, enaktsoperan La Madone (1860), priskantaten Sapho (1878), en stor opera Winkelried (uppförd 1892) och den komiska operan Le tonnelier de Nuremberg (uppförd 1897 i Koblenz). Liksom Berlioz tillgrep Lacombe gärna stora vokala och instrumentala massor för att uppnå särskilda verkningar. Postuma skrifter av Lacombe var diktsamlingen Dernier amour och Philosophie et musique.